# Parasiccia mokanshanensis
Parasiccia mokanshanensis är en fjärilsart som beskrevs av Gottfried Christian Reich 1957. Parasiccia mokanshanensis ingår i släktet Parasiccia och familjen björnspinnare. Inga underarter finns listade i Catalogue of Life.